# 元封 (南詔)
元封（げんぽう）は、南詔の異牟尋の時代に使用された元号。年代不詳 - 808年。
南詔野史ではこの元号は記載されておらず、異牟尋は即位の翌年に見龍に改元し、また、上元への改元を行ったとあるだけである。そのため実在しなかった可能性もある。